# دیوید کوپر
دیوید کوپر (David Cooper) (زادهٔ ۱۲ دسامبر ۱۷۲۴ – درگذشتهٔ ۱ آوریل ۱۷۹۵)، مزرعه‌دار آمریکایی، کوئیکر، عضو جامعه دوستان، جزوه‌نویس و نویسنده ایده‌های پایان بردگی اواخر دهه ۱۷۰۰ میلادی بود. به عنوان ساکن اصلی نیوجرسی، او بیشتر عمر خود را در گلاستر و سیلم در نیوجرسی زندگی کرد. کوپر در رابطه با مسئله برده‌داری صریح صحبت می‌کرد و قبل از جنگ انقلاب آمریکا، در جریان و پس از آن نیز به جنبش پایان بردگی وفادار بود. به عنوان یک مسیحی و کوئیکر راسخ، بارها در نوشته‌ها و خطابه‌های خود پایان برده‌داری را با افکار انجیلی مقایسه نمود. با ارسال جزوه‌ها و دادخواست‌ها، کوپر از جرج واشینگتن و کنگره درخواست و آنها را تشویق کرد تا برای پایان نظام برده‌داری تلاش نمایند. مشهورترین اثر وی رساله‌ای ۲۲ صفحه‌ای بود به نشانی «حاکمان آمریکا» نوشت و میان اعضای کنگره توزیع نمود، رساله‌ای که جرج واشینگتن روی یک کپی آن امضاء نموده و آنرا در کتابخانه شخصی خود نگه‌داشت.

## زندگی شخصی
دیوید کوپر در ۱۲ دسامبر ۱۷۲۴ در وودبوری، نیوجرسی که در امتداد رود دلاور و در نزدیکی فیلادلفیا واقع شده‌است، زاده شد. پدر وی جان کوپر و مادر وی آن کلارک نام داشت. دیوید با سیبیل ماتلاک کوپر ازدواج کرد. آنها حداقل دو فرزند داشتند که در دوران کودکی زنده ماندند: آموس کوپر و مارتا الینسون. پدر دیوید، جان، میراث بزرگی از پدربزرگ وی به ارث برد. پدر دیوید در ۱۷۳۰ میلادی و زمانی که وی ۶ سال داشت، درگذشت. متعاقب آن، دیوید و برادران/خواهران وی توسط مادرش که نیز یک کوئیکر راسخ بود، بزرگ شدند. اجتماعی که آنها در آن بزرگ شدند نیز به‌طور گسترده به اخلاقیات کوئیکر باورمند بودند. پدربزرگ مادری دیوید، بنجامین کلارک، یکی از نخستین کوئیکرهای طرفدار پایان بردگی در آمریکای استعماری بود. دیوید، میراثی از پدر فقید خود به‌دست‌آورد که شامل قطعه زمینی نیز می‌شد؛ او از میراث خود برای راه‌اندازی یک تجارت موفقیت‌آمیز استفاده نموده و برای داشتن آن خود را خوشبخت حس می‌کرد.
برادر بزرگتر دیوید، جان به عمر ده سالگی در ۱۷۲۸ میلادی درگذشت. یک سال بعد، والدین دیوید صاحب پسر دیگری شدند، آنها نام این فرزند خود را نیز جان گذاشتند و او تا جوانی زنده ماند. جان کوپر، برادر کوچکتر دیوید، به یکی از شخصیت‌های برجسته در جریان انقلاب آمریکا مبدل شده و نویسنده قانون اساسی ۱۷۷۶ نیوجرسی بود. او همچنین در ۱۷۷۶ میلادی در کنگره دوم قاره‌ای انتخاب شد، اما هرگز در آن شرکت نکرد.
پس از نبرد رید بانک، زمانی که بریتانیای‌ها در ۲۲ اکتبر ۱۷۷۷ کنترل کل منطقه از جمله وودبوری را در جریان حرکت به‌سوی فیلادلفیا در دست گرفتند و ژنرال کورن‌والیس خانه برادر دیوید، جان را اشغال نموده و از آن برای مدت ده ماه به عنوان مقر فرماندهی خود استفاده می‌کرد، خانواده کوپر مجبور شدند، خانه‌های خود در وودبوری را ترک نمایند.
کوپر در کتاب خاطرات خود، اوایل زندگی، تاریخچه خانوادگی، ازدواج، به‌دنیا آمدن فرزندان، ارتباط وی با کوئیکرها و مشقت‌های که به‌خاطر مذهب‌اش با آنها روبرو بود را به‌طور مستند یادداشت می‌کند. او همچنین کار خود به عنوان نماینده نیورجرسی در ۱۷۶۱ و جلساتی که با کوئیکرها داشت را به‌طور مفصل تشریح می‌نماید. او این کتاب خاطرات دست‌نویس را در اواخر عمر، زمانی که سلامت او رو به وخامت گراییده بود، برای فرزندان خود نوشت تا آنها پس از مرگ وی در مورد زندگی شخصی و کار او اطلاعات داشته باشند. دیوید کوپر به عمر ۷۰ سالگی در ۱۷۹۵ میلادی در شهرستان گلاستر، نیوجرسی وفات کرد.

## کوئیکر و انحلال‌گرایی
دیوید که در یک خانواده ضد نظام برده‌داری بزرگ شده بود، در نهایت به این باور رسید که برده‌داری خلاف قانون طبیعت است. باور وی به بی‌عدالتی در نظام برده‌داری که به‌طور چشم‌گیری از بی‌عدالتی‌ها و کارهای غیرانسانی دخیل در تجارت برده آتلانتیک ناشی می‌شد، در مراسلات ۱۷۷۲ وی با گرانوایل شارپ هویدا شد، شارپ یک طرفدار پیشتاز و صریح انگلیسی پایان برده‌داری بود. به عنوان یک کوئیکر متعهد و یک طرفدار مستحکم به پایان برده‌داری، کوپر در تلاشی برای پیشکش کردن قانون برده‌داری و پایان دادن به نظام برده‌داری، سه بار به کنگره درخواست نموده و رئیس‌جمهور جرج واشینگتن از وی حمایت می‌نمود. او همچنین به‌طور مفصل در مورد تبعات آن در خاطرات و سایر نوشته‌های خود نوشت. او همچنین انتقاد خود از نظام برده‌داری را به تاج‌وتخت بریتانیا نیز گسترش داد، کوئیکرها در جریان جنگ انقلاب آمریکا طرفدار صلح و مخالف خشونت و خونریزی بودند.
کوپر برای هشت سال، از آغاز ۱۷۶۱ میلادی، به عنوان عضو مجلس نمایندگان نیوجرسی در ایالت نیو جرسی خدمت کرد.
در ۱۷۷۲ میلادی، او اثر خود تحت عنوان پول ناچیز در خزانه: یا، مشاهداتی در مورد نگهداری برده، را به‌طور مشترک با انتونی بنزت نوشت، بنزیت نیز یکی دیگر از طرفداران پیشتاز پایان برده‌داری بود. به عنوان یک مسیحی و کوئیکر، کوپر در این کتاب خود ارجاعات و مقایسه‌های زیادی را با افکار انجیلی درج کرد. در معرفی کتاب، کوپر سمت خود را نسبت به پیش‌دواری و برده‌داری به‌طور روشن خلاصه نمود:
«قدرت پیشدواری بالای ذهن بشر بسیار چشم‌گیر است؛ اگر پیش‌داوری تمایلی به ترویج یا توجیه هدفی داشته باشد، برای توحید یا آشتی دادن آنها، به سختی می‌توان کار شدیدی که بسیار از ذهن دور باشد یا پوچی که بسیار درخشنده باشد را یافت. اینجاست که، ما علت‌های دلایل اشتباه و احساس‌های پوچ که نسبت به سیاه‌پوستان و قانونی بودن حفظ آنها به عنوان برده استفاده می‌گردد را بیان می‌نماییم».
در ۱۷۸۵ میلادی، کوپر در همراهی با سایر کوئیکرها مانند ساموئل آلینسون، دادخواست‌های را به کنگره جهت تصویب قانون آزادسازی برده‌ها ارایه نمود. این پیشنهادها برای تصویب قانون ناکام ماند، اما در عوض کنگره سال بعدی قانونی را تصویب نمود که باعث تسریع روند آزادی از بردگی شد و طبق این قانون مالکان برده موظف گردیدند تا به برده‌های خود آموزش فراهم نمایند. این قانون همچنین مجازاتی برای سوءاستفاده از برده تعیین نموده و تجارت برده را غیرقانونی اعلام کرد.

### خطاب به حاکمان آمریکا
در ۱۷۸۳ میلادی، کوپر یک اعلامیه ۲۲ صفحه‌ای برای محکوم کردن برده‌داری نوشت، این اعلامیه که در یکی از نشریه‌های پیشتاز کوئیکرهای طرفدار پایان برده‌داری منتشر شد، حکومت ایالات متحده را مورد خطاب قرار داد؛ عنوان این اعلامیه، خطابی جدی به حاکمان آمریکا پیرامون رفتار متناقض آنها در رابطه با برده‌داری، بود. این جزوه، رساله‌ای بود که با اشارت تند و نابخشودنی نوشته شده بود و مالکان‌برده را به «خیانت» علیه حقوق طبیعی انسان و «به تمسخر گرفتن» اعلامیه استقلال متهم کرد. کوپر در کل خطاب جدی خود به «احترام به افتخار آمریکا» از سوی آمریکایی‌ها و مبارزه برای برابری و آزادی علیه خودکامگی بریتانیا، اشاره نموده و آنرا در تناقض با رسم برده‌داری آمریکایی خواند. این خطاب جدی حاوی ارجاعات و مقایسه‌های فراوان به ایده‌های انقلابی بود که در اعلامیه استقلال ۱۷۷۶، اعلامیه کنگره‌ای برای عوامل و ضروریات برداشتن سلاح در ۱۷۷۵؛ اعلامیه کنگره‌ای حقوق و شکایت‌ها در ۱۷۷۴ و سایر اعلامیه‌های این چنینی از ایالت‌های مختلف درج شده بود. در کنار استدلال‌های خود، کوپر همچنین به نقل قول‌های که از این اسناد برداشته بود، اشاره نمود.

## ارجاعات
1. ↑  Smith, 2014, pp. 18–19
2. ↑  Smith, 2014, p. 19
3. ↑  Smith, 2014, pp. 17–19
4. ↑  Biographical Directory of the United States Congress, 2016
5. ↑  Smith, 2014, pp. 24–25
6. ↑  Flynn (ed), 2015, pp. 3–4
7. ↑  Smith, 2014, p. 25
8. ↑  Nash, 1990, p. 19
9. ↑  Jackson, 2016, p. 16
10. ↑  Saul, Cooper, David
11. ↑  Jackson, 2010, p. 28
12. ↑  Cadbury, 1937, p.47
13. ↑  New York Public Library, Digital Collections
14. 1 2  Cooper, 1772, Introduction, p.1
15. ↑  Cooper; Benezet, 1772, pp. 6–10
16. ↑  Sinha, 2016, p. 84
17. ↑  Morgan, 2000, pp. 291–292
18. ↑  Hayes, 2017, p. 235
19. ↑  Nash, 1990, p. 117
20. ↑  Furstenberg, 2011, p. 264
21. ↑  Davis, 1999,, pp. 281, 333

## کتابشناسی
- Brookes, George S. (1937). Friend Anthony Benezet. University of Pennsylvania Press. ISBN 978-1-5128-1066-0.
- Cadbury, Henry J. (1937). "QUAKER BIBLIOGRAPHICAL NOTES: II. Antislavery Writings". Bulletin of Friends Historical Association. 26 (1): 39–53. JSTOR 41944034.
- Cooper, David; Anthony, Benezet (1772). A mite cast into the treasury: or, Observations on slave-keeping. Princeton University.
- Cooper, David (1983) [1783]. A Serious Address to the Rulers of America, on the Inconsistency of Their Conduct Respecting Slavery: Forming a Contrast Between the Encroachments of England on American Liberty, and American Injustice in Tolerating Slavery.
- Davis, David Brion (1999). The Problem of Slavery in the Age of Revolution, 1770-1823. Oxford University Press. ISBN 978-0-19-802949-6.
- Flynn, Kara, ed. (2015). David Cooper memoir (PDF). Haverford College Quaker & Special Collections. ISBN 978-1-317-27279-3.
- Furstenberg, François (2011). "Atlantic Slavery, Atlantic Freedom: George Washington, Slavery, and Transatlantic Abolitionist Networks". The William and Mary Quarterly. Omohundro Institute of Early American History and Culture. 68 (2): 247–286. doi:10.5309/willmaryquar.68.2.0247. JSTOR 10.5309/willmaryquar.68.2.0247.
- Hayes, Kevin J. (2017). George Washington: A Life in Books. ISBN 978-0-19-045668-9.
- Kershner, Jon R. (2018). To Renew the Covenant": Religious Themes in Eighteenth Century Quaker Abolitionism. BRILL. ISBN 978-9-0043-8883-3.
- Jackson, Maurice (2010). Let this Voice be Heard: Anthony Benezet, Father of Atlantic Abolitionism. University of Pennsylvania Press. ISBN 978-0-8122-2126-8.
- Jackson, Maurice; Kozel, Susan (2016). Quakers and Their Allies in the Abolitionist Cause, 1754-1808. Routeledge Publishers. ISBN 978-1-317-27279-3.
- Lewis, Enoch; Rhoads, Samuel (1862). Friends' review; a religious, literary and miscellaneous journal, Vol. XV. Philadelphia, J. Tatum.
- ——; Rhoads, Samuel (1863). Friends' review; a religious, literary and miscellaneous journal, Vol. XVI. Philadelphia, J. Tatum.
- Morgan, Kenneth (2000). "George Washington and the Problem of Slavery". Journal of American Studies. 34 (2): 279–301. doi:10.1017/S0021875899006398. JSTOR 27556810. S2CID 145717616.
- Nash, Gary B. (1990). Race and Revolution. Rowman & Littlefield. ISBN 978-0-945612-21-6.
- Eric Saul, ed. (2018). "American Abolitionists and Antislavery Activists". Retrieved May 29, 2019.
- Sinha, Manisha (2016). The Slave's Cause: A History of Abolition. Yale University Press. ISBN 978-0-300-18137-1.
- Smith, Bill L. (2014). "Journal: Never Take Kinship Personally: Confronting Slavery, Masculinity, and Family in Revolutionary America". Quaker History. 103 (1): 17–35. doi:10.1353/qkh.2014.0005. JSTOR 24896081. S2CID 145788205.
- Cooper, David (1772). "A mite cast into the treasury: or, Observations on slave-keeping". Evans Early American - Text Creation Partnership. Retrieved May 30, 2019.
- "Biographical Directory of the United States Congress". Archived from the original on 2016-03-04. Retrieved 2019-07-12.